# (20347) Wunderlich
(20347) Wunderlich (1998 HM121) – planetoida z grupy pasa głównego asteroid okrążająca Słońce w ciągu 4,52 lat w średniej odległości 2,73 j.a. Odkryta 23 kwietnia 1998 roku.